# Holcoglossum phongii
Genre
Classification phylogénétique
Espèce
Holcoglossum phongii ( Aver. ) Aver. & O.Gruss est une espèce de plantes à fleurs de la famille des Orchidaceae. C'est une orchidée épiphytes du sud du Viet Nam.
L'épithète spécifique phongii est dédié à son découvreur et premier récolteur Nguyen Phong. Elle a été renommée Holcoglossum phongii en 2016.
L'espèce a été décrite dans un premier temps en 2014 par Leonid Vladimirovich Averyanov sous le basionyme de Aerides phongii Aver,. Son nom scientifique reste encore non résolu.